# 次期大使
次期大使（じきたいし、英語: ambassador-designate、フランス語: ambassadeur désigné 〈男〉 / ambassadrice désignée 〈女〉）とは、外交プロトコルにおいて、派遣国による任命を経た一方で接受国の国家元首ないし国家元首に準ずる人物に対して未だ信任状を捧呈していない状態の特命全権大使を指す。ほとんどの次期大使は近い将来に信任状を捧呈して特命全権大使に就任するが、まれに何らかの事情で信任状を捧呈できず次期大使のまま任期を終えることもある。

## 次期大使のまま任期を終えた例
- 小幡酉吉（在中華民国次期大使）: 1929年10月に中華民国がアグレマン拒否[1]。
- 廉隅（在大日本帝国次期大使）: 1945年5月に任命[2]、1945年8月に大日本帝国が外交主権を喪失して中華民国南京国民政府が崩壊。
- 西宮伸一（在中華人民共和国次期大使）: 2012年9月11日に任命、2012年9月16日に逝去[3]。
- ヴラディミル・ヤカブチン（在中華人民共和国次期大使）: 2015年12月15日に任命、2016年2月8日に逝去[4]。
- アブドルナーセル・ヘンマティー（在中華人民共和国次期大使）: 2018年6月25日に任命、2018年7月25日に解任（中央銀行総裁任命のため）。
- 廖文哲（中国語版）（在ソロモン諸島次期大使）: 2019年8月に任命[5]、2019年9月に国交断絶[6]。
- 杜偉（中国語版、英語版）（在イスラエル次期大使）: 2020年2月に任命、2020年5月17日に逝去[7]。
- ミカライ・スナプコウ（ベラルーシ語版）（在中華人民共和国次期大使）: 2020年1月30日に任命、2020年6月4日に解任（第一副首相任命のため）[8]。
- エルヴェ・H・ドニ（在中華民国次期大使）: 2020年10月に任命[9]、2021年1月に信任状の副本（真正な写し）を提出[10]、2021年5月に解任[11]。
- ヤン・ヘッカー（ドイツ語版、英語版）（在中華人民共和国次期大使）: 2021年8月に着任、2021年9月に逝去[12]。
- 李岳融（中国語版）（在ニカラグア次期大使）: 2021年11月に着任、2021年12月10日に国交断絶[13]。
- イブラーヒム・ウェイス（在大韓民国次期大使、非常駐）: 2019年7月10日に任命[14]、2022年6月20日に解任[15]。但し、東京常駐の駐日大使としては遡る2018年6月19日に信任状を捧呈している[16]。
- 周進発（中国語版）（在ナウル次期大使）: 2024年1月12日に着任、2024年1月15日に国交断絶[17]。